# Thomas C. Hanks
Thomas C. Hanks é um sismólogo norte-americano. Ele trabalha para o US Geological Survey (USGS) em Menlo Park, Califórnia. Dr. Hanks é membro da Sismological Society of America, da American Geophysical Union, do Earthquake Engineering Research Institute, da Geological Society of America, da Peninsula Geological Society em Stanford e de muitas sociedades geológicas relacionadas. Dr. Hanks é autor de dezenas de artigos acadêmicos em sismologia de movimento forte e geomorfologia tectônica.
Em 1979, o sismólogo nipo-americano Hiroo Kanamori, professor de sismologia do Instituto de Tecnologia da Califórnia e Dr. Hanks sugeriram o uso da escala de magnitude de momento para substituir a escala de magnitude Richter para medir a força relativa dos terremotos. A razão foi que a escala Richter satura em magnitudes superiores a cerca de 5,5, enquanto a escala de magnitude de momento não satura.
Hanks formou-se com um BSE em engenharia geológica da Universidade de Princeton em 1966, depois de concluir uma tese sênior intitulada "O significado de um experimento de fluxo de calor em Marte". Mais tarde, ele recebeu seu Ph.D. do Instituto de Tecnologia da Califórnia em 1972 depois de concluir uma dissertação intitulada "Uma contribuição para a determinação e interpretação de parâmetros de fontes sísmicas".